# Bietnitz
Die Bietnitz ist ein etwa fünf Kilometer langes Fließgewässer im Landkreis Ludwigslust-Parchim in Mecklenburg-Vorpommern.

## Verlauf
Der Wasserlauf entspringt einem Quellteich, der sich etwa 500 Meter nördlich des zur Gemeinde Plate gehörenden Ortsteils Peckatel auf einer Ackerfläche befindet. In nördlicher Fließrichtung tangiert die Bietnitz die Gemeinden Sukow und Raben Steinfeld. Auf dem Gemeindegebiet von Pinnow wendet sich der Lauf in nordöstliche Richtung. In Pinnow mündet die Bietnitz in den Binnensee. Dieser entwässert über den Mühlensee und das Mühlenfließ, dem von der Bund/Länder-Arbeitsgemeinschaft Wasser dieselbe Fließgewässerkennziffer (96414) zugeordnet wurde, weiter über die Warnow in die Ostsee.
Das Fließgewässer überwindet in seinem Lauf einen Höhenunterschied von etwa zwölf Metern. Die Quelle liegt knapp nordöstlich der Nordsee-Ostsee-Wasserscheide. Die nur zwei Kilometer westlich fließende Stör entwässert in Richtung Nordsee.